# البنك الآمن الأول الإسلامي المحدود
البنك الآمن الأول الإسلامي المحدود هو بنك عام محدود في بنغلاديش تأسس في 29 أغسطس 1999.

## روابط خارجية
- نظرة عامة على الشركة First First Islamic Islamic Bank Limited
- حقوق مشاركة مستند العرض
- بورصة دكا